# Diversidad sexual en Portugal
La diversidad sexual en Portugal ha sido sobre todo dominada a lo largo de la historia por la ideología cristiana de la Iglesia católica, que caracteriza la sexualidad como un acto exclusivamente destinado la procreación, por lo que todas las demás actividades sexuales son vistas como pecaminosas y contrarias a Dios. A partir del siglo XVI la Inquisición portuguesa se encargó incluso de investigar, juzgar y condenar en la hoguera la sodomía. Esta visión moralista de la sexualidad se mantuvo hasta finales del siglo XX, a pesar de la descriminalización que había ocurrido anteriormente, implicando que la gran mayoría de los homosexuales prefiriera esconderse a los ojos de la sociedad.
Actualmente la sociedad portuguesa ha venido a reducir progresivamente la discriminación por orientación sexual, tanto a nivel social, como político y legal, sobre todo entre las capas más jóvenes de la población. La homosexualidad, cada vez más, está comenzando a ser considerada como una variante más de la sexualidad humana, de la esfera íntima y personal de cada uno, y en gran medida libre de connotaciones de índole moral.

## El periodo romano

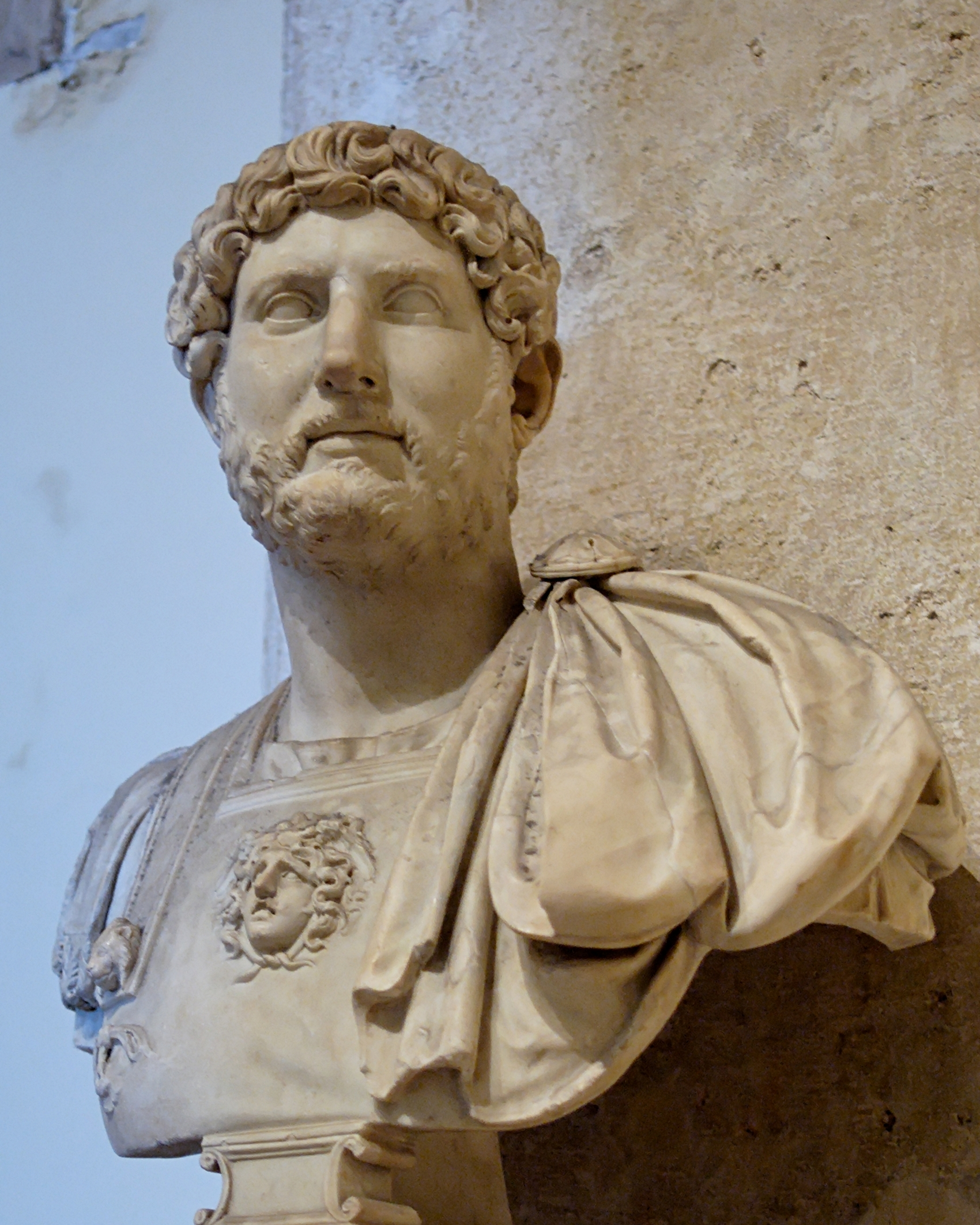
Busto de mármol de Adriano, del siglo II, amante de Antínoo. Hoy en el Palazzo dei Conservatori.

Los romanos trajeron, juntamente con los otros elementos de su cultura, su moralidad sexual. En la sexualidad romana era factor determinante el estatus individual: la moralidad de los ciudadanos romanos les permitía, indiferentemente, penetrar a jóvenes esclavos, eunucos y prostitutos o esclavas, concubinas y prostitutas; por el contrario, no era aceptable que un ciudadano romano practicara sexo con otro ciudadano, ni dejara que cualquier otro hombre, cualquiera que fuera su edad o estatuto, lo penetrara. La distinción entre el homosexual activo (que podía tener sexo con mujeres y con hombres) y el pasivo era muy marcada, siendo el último visto como servil y afeminado, indigno de la ciudadanía romana, cuyos miembros masculinos debían ser viri, «hombres». Esta moralidad fue utilizada, por ejemplo, contra Júlio César, cuyos supuestos devaneos de juventud con Nicomedes IV, el rey de Bitínia, más viejo y su superior, corrían por las bocas de toda Roma; a lo que César respondió seduciendo a las mujeres de sus adversarios: «César, el hombre de todas las mujeres, la mujer de todos los hombres».
En general, en Roma dominaba una forma de sexualidad muy semejante a la practicada por los griegos, siendo la principal diferencia la no aceptación de la pederastia como relación sexual aceptable, incluyendo una componente pedagógica, entre un ciudadano adulto y otros más jóvenes.
El lesbianismo también era conocido en la Roma Antigua, tanto en su forma sáfica, o sea, entre mujeres «femeninas» que apreciaban sexo con adolescentes —una especie de pederastia femenina—, como en la forma tribadista, en la que mujeres «masculinas» apreciaban ocupaciones típicamente masculinas como la lucha, la caza y, también, el sexo con otras mujeres.
Como ejemplo, se puede mencionar a Marco Valerio Marcial, un gran poeta y hombre de letras nacido en Bílbilis, próximo a la actual Calatayud, pero vivió la mayor parte de su vida en Roma. La poesía de Marcial era rica en epigramas, donde describió, narrando en una primera persona ficticia, la penetración anal y vaginal, y la felación tanto con hombres como mujeres.
Otro ejemplo es Adriano, uno de los emperadores romanos (de 117 a 138 AC) nacidos en Hispania, más concretamente en Itálica (actual Santiponce). Tuvo un famoso amante, Antínoo o Antonius, a quien, después de su muerte accidental en el Nilo, elevó al estatuto de Dios y en cuya honra construyó la ciudad de Antinópolis, en Egipto, así como incontables templos y santuarios esparcidos por todo el Imperio.

### La llegada del cristianismo
La moralidad romana ya había cambiado hacia el siglo IV, en el que Amiano Marcelino critica amargamente las costumbres sexuales de los taifali, una tribu bárbara situada entre los Cárpatos y el Mar Negro, que practicaba la pederastia de estilo griego. En 342 los emperadores Constantino y Constancio introdujeron una ley para castigar la homosexualidad pasiva, posiblemente con la castración, ley que fue ampliada en el 390 por Teodosio, que deja quemar en la hoguera a todos los homosexuales pasivos que trabajaban en burdeles. En 438 la ley fue ampliada a todos los homosexuales pasivos y en el 533 Justiniano castigaba cualquier acto homosexual con la castración y la hoguera, ley que se hizo más estricta en el 559.
Se han dado tres razones para este cambio de actitud. Procopio de Cesarea, historiador de la corte de Justiniano, consideró que tras las leyes había motivos políticos, ya que permitieron a Justiniano eliminar a enemigos políticos, quedarse con sus propiedades y no tuvieron mucha eficacia eliminando la homosexualidad entre la gente corriente. La segunda razón y quizás la de más peso, sería la extensión del cristianismo dentro de la sociedad romana, que fue asumiendo el paradigma cristiano de que el sexo debe servir exclusivamente para la reproducción. Colin Spencer, en su libro Homosexuality. A history, avanza la posibilidad de que un cierto sentido de autoprotección de la sociedad romana tras sufrir alguna epidemia (como la peste, por ejemplo) aumentó la presión reproductiva sobre los individuos. Este fenómeno estaría combinado con la extensión del estoicismo en el Imperio.
Hasta el año 313 no hubo una doctrina común en el cristianismo sobre la homosexualidad, pero anteriormente San Pablo ya había criticado la homosexualidad como contra natura:

Y del mismo modo también los hombres, dejando el uso natural de las mujeres, se encendieron en sus concupiscencias los unos con los otros, cometiendo cosas nefandas hombres con hombres, y recibiendo en sí mismos la recompensa que convino a su extravío.
Biblia Reina-Valera 1602: 45.Romanos: 1

Poco a poco los Padres de la Iglesia fueron creando un cuerpo literario en el que se condenaba la homosexualidad y el sexo en general en los términos más enérgicos, luchando contra una práctica común en la sociedad de la época, incluyendo la primitiva Iglesia. Por otra parte se identificó a la homosexualidad con la herejía desde muy pronto, no solo a causa de las costumbres paganas, sino también debido a los rituales de algunas sectas gnósticas o del maniqueísmo, que, según San Agustín, practicaban ritos homosexuales.

## Los visigodos

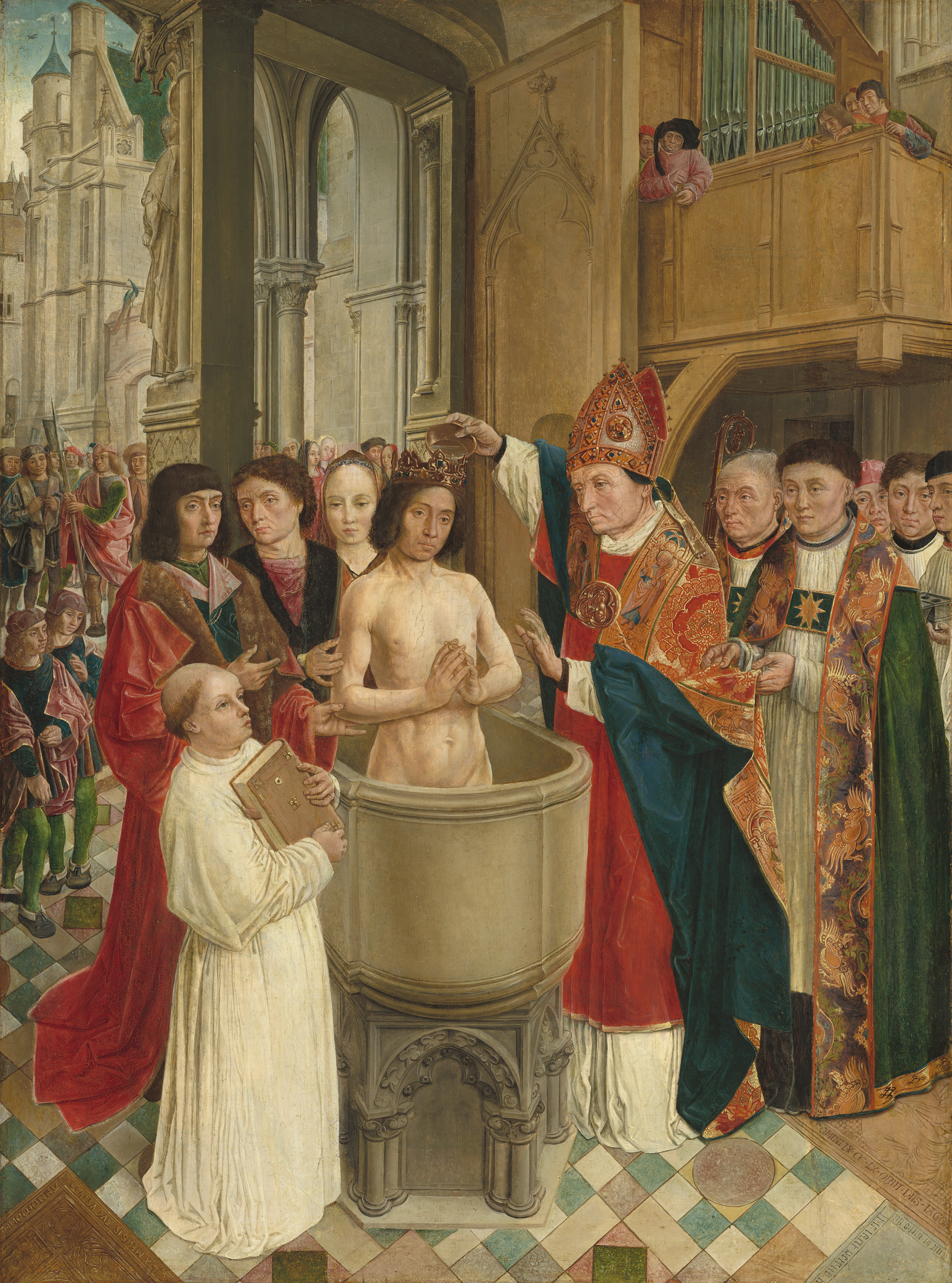
Bautizo de Clodoveo I.

Los pueblos germánicos denigraban la homosexualidad pasiva y las mujeres, que se encontraban en el mismo nivel que los «imbéciles» y los esclavos, y glorificaban la camaradería guerrera entre hombres. Sin embargo, en los países escandinavos hay noticias de sacerdotes travestidos y afeminados y los dioses nórdicos, los Æsir, incluyendo a Thor y Odín, conseguían conocimientos arcanos bebiendo semen.
Durante la Alta Edad Media, las actitudes frente a la homosexualidad que habían existido en el Imperio romano básicamente se mantuvieron. Se conocen casos claros de homosexualidad, que si bien no era aceptada, tampoco sufría consecuencias. Es el caso del rey de los francos salios, Clodoveo I, que en el siglo VI, el día de su bautizo, confesó relaciones con hombres o Alcuino de York, el poeta anglosajón del siglo IX cuyos versos y cartas destilan homoerotismo. Pero poco a poco la moralidad cristiana, muy ligada a la sexualidad y basada en la idea judía de que el sexo era exclusivamente para la reproducción, se fue convirtiendo en un complejo entramado de disposiciones canónicas que influyó fuertemente en la legalidad vigente.
Uno de los primeros cuerpos legales que consideraba un crimen la homosexualidad masculina en Europa fue el Liber Iudiciorum (o Lex Visigothorum), que se promulgó en el siglo VII. La ley visigoda contenida en dicho código (L. 3,5,6) castigaba la llamada sodomía con el destierro y la castración. Dentro de la sodomía se incluían todos los crímenes sexuales considerados no naturales, entre los que se contaban la homosexualidad masculina, el sexo anal (heterosexual y homosexual) y la zoofilia. El lesbianismo solo era considerado sodomía si incluía instrumentos fálicos.
Fue el rey Chindasvinto (642-653) el que impuso para la homosexualidad la pena de castración. Esta pena era desconocida en las leyes visigodas, excepto para los judíos que practicaban la circuncisión. Además de sufrir la castración, el reo era entregado al obispo local para que lo desterrara. Si era casado, el matrimonio quedaba anulado, la dote era devuelta a la mujer y los bienes repartidos entre los herederos.
En 693 Égica ordenó a los obispos reconsiderar la cuestión de la homosexualidad. Reunido el XVI Concilio de Toledo ese mismo año, los prelados ardiendo en el celo del Señor afirmaron que es bien conocido que muchos hombres están infectados por el mal de la sodomía.

[...]  Porque esta funesta práctica y el vicio del pecado sodomítico parece haber inficionado a muchos, nosotros, para extirpar la costumbre de esta práctica vergonzosa [...], todos de común acuerdo, sancionamos que todos los que aparecieren ejecutores de una acción tan criminal, y todos los que se hallaren mezclados en estas torpezas y, obrando contra naturaleza, hombres con hombres cometieren esta torpeza, si alguno fuera obispo, presbítero o diácono, será condenado a destierro perpetuo; por si a otras personas de cualquier  orden o grado se las hallara complicadas en crímenes tan afrentosos, sufrirán [...], corregidos con cien azotes y vergonzosamente rasurados, el destierro perpetuo [...]

En vista de la extensión del mal, los obispos acordaron confirmar el severo castigo ordenado por Chindasvinto, añadiendo cien latigazos y la decalvación. Además el destierro debía ser a perpetuidad. El concilio reconoció que la homosexualidad también se daba entre los obispos, sacerdotes y diáconos, pero decretó penas mucho más suaves para estos casos: los culpables debían ser simplemente secularizados y desterrados. Posteriormente Egica extendió a los clérigos la pena de castración y las demás impuestas por el concilio a los laicos.

## El dominio musulmán
La civilización de Al-Ándalus fue muy tolerante en cuanto a la sexualidad, al contrario que sus vecinos cristianos del norte, a excepción del intervalo creado por los almorávides y almohades. Paradójicamente, el Corán prohíbe la homosexualidad, llegando incluso a la pena de muerte, pero las sociedades musulmanas, tanto de la península ibérica como del resto del mundo musulmán, no seguían esta regla. En la Risala fi-l-Fiqh, un compendio de Derecho islámico elaborado por Ibn Abi Zayd, alfaquí de la escuela Malikí, se expresa que el hombre que yaciera con un varón mayor de edad y que consintiera, provocaría la lapidación de ambos.
Grandes gobernantes como Abderramán III, Al-Hakem II, Hisham II y Al-Mutamid tuvieron como amantes a muchachos. Se llegó al extremo de que, para asegurar la descendencia, hubo que disfrazar a una muchacha de chico para seducir a Al-Hakem II. Estas costumbres también estaban extendidas entre la nobleza y las clases más altas.
Para hacerse una idea del ambiente, Abdelwahab Bouhdiba describe la siguiente situación en su Sexuality in Islam (Sexualidad en el islam). En los alrededores de Córdoba había algunos grandes jardines pertenecientes a palacios y casas solariegas, e incluso monasterios cristianos, en los que se jugaba y fluía el vino, en los que se disfrutaba de representaciones teatrales, cantantes y danzantes. En este ambiente se gozaba de una forma bastante liberal del sexo, tanto heterosexual como homosexual, no siendo extraña la presencia de prostitutas de ambos sexos. De hecho, es conocido que la prostitución masculina estuvo mejor pagada que la femenina durante algún tiempo.
También hay textos que condenan la homosexualidad y Ahmad ibn Yusuf al Tayfashi en su Nuzhat-al-Albab (El deleite de los corazones) cuenta que los hombres que buscan otros de su misma edad tienen vidas cortas, puesto que se arriesgan a ser robados o asesinados. Los cuentos incluidos en el Nuzhat-al-Albab pueden servir para probar que la actitud de la sociedad islámica hacia la homosexualidad era positiva, negativa o indiferente. El autor Colin Spencer comenta que es posible que las tres actitudes se dieran al mismo tiempo.
El lesbianismo también era común, sobre todo en los harenes, aunque naturalmente las relaciones se mantenían discretamente ya que ese tipo de relación podía emplearse en las intrigas políticas. Algunas mujeres de Al-Ándalus privilegiadas tenían acceso a la educación y existen dos antologías modernas de poesía escrita por mujeres, de Teresa Garulo y de Maḥmud Subḥ, en las que el amor entre mujeres aparece tratado con normalidad.

### Poesía homoerótica andalusí
Sin embargo, las noticias que se conservan sobre la homosexualidad son pocas. La mayoría de la información proviene de la poesía homoerótica andalusí, que fue tan popular como sus equivalentes de Próximo Oriente. Esta poesía fue redescubierta en occidente en la década de 1920, con la publicación del estudio Poemas arabigoandaluces de Emilio García Gómez.
Habitualmente se dedicaba a jóvenes imberbes de clases inferiores, esclavos o cristianos, cuya belleza y gracia se alababa en verso, aunque existen bastantes casos de poemas dedicados entre hombres adultos. Los jóvenes suelen nombrarse como «gacela» o «corzo» y se habla a menudo sobre el bozo, la primera pelusilla de la barba, con el que los efebos llegan a la culminación de su belleza.
Entre los poetas hay que destacar a Ibn Hazm y su libro El collar de la paloma, en el que se reúnen una serie de poemas y anécdotas sobre los asuntos amorosos tanto hetero como homosexuales del autor y sus contemporáneos. El libro permite entrever las costumbres amorosas en las cortes y la aristocracia andalusí. Otros poetas importantes fueron el rey de Sevilla Al-Mu'tamid, Ben Quzmán, Ibn Sara As-Santariní, Ben Sahl de Sevilla y Marŷ al-Kuḥl. Como ejemplo, un poema de Ibn Hāni' Al-Andalusī, traducido por Josefina Veglison Elías de Molins y publicado en 1997 en La poesía árabe clásica:

Mujer, no me injuries.
Ni Hind ni Zaynab me seducen.
Siento inclinación, en cambio, por un corzo
cuyas cualidades todos anhelan:
no teme la menstruación,
no sufre embarazo
ni ante mí se vela.
Ibn Hāni' Al-Andalusī

### Poesía homoerótica hispanojudía
Dentro del esplendor medieval de la cultura judía se ha descubierto, gracias a los estudios de Jefim Schirmann y Norman Roth, que el homoerotismo y la homosexualidad tuvieron una gran importancia dentro de la sociedad judía de la época. La cultura judía ibérica tuvo su cumbre durante el siglo XI en el reino de Granada, época en la que la homosexualidad se extendió de tal forma entre la aristocracia, que se puede hablar de que era algo habitual. De hecho, en la cultura cristiana y durante siglos XIII al XV y hasta el siglo XVII, se asimilaba el judaísmo con la perversión sexual y la homosexualidad, como testimonia la poesía satírica de la época.
La poesía homoerótica hispanojudía tuvo una extensión poco conocida debido a estar escrita en hebreo en su mayoría y a que gran parte está sin traducir. Los autores, que declaran su amor tanto a muchachos como a hombres adultos, eran incluso importantes líderes de la comunidad o rabinos como es el caso de Ibn Gabirol, Samuel ha-Naguid, Moisés Ibn Ezra y Judah ha-Levi.

## Edad Media
Tras su independencia del Reino de Castilla en 1128, Portugal mantuvo la legislación medieval castellana, de influencia visigótica, incluyendo los castigos de castración, destierro y confiscación de la propiedad para el delito de sodomía. La legislación fue reforzada en el siglo XIV por el rey Alfonso IV de Portugal, que especificaba que los acusados de sodomía, al contrario que los acusados de otros delitos, no podían buscar refugio en las iglesias. En 1499, el rey Manuel I de Portugal especificaba que las mujeres que fueran atrapadas en actos homosexuales también debían ser castigadas.
Existen sospechas de que diversos reyes portugueses tuvieron relaciones homosexuales. El escándalo que produjeron las relaciones de Alfonso IV con los hermanos italianos Juan y Antonio Conti fue tal, que el Consejo de Estado lo obligó a expulsarlos del país. Arlindo Camillo Monteiro en su obra Amor sáfico e socrático (1922) recoge rumores sobre las veleidades homosexuales del rey Pedro I de Portugal, hijo del anterior, llamado «el Cruel», del que menciona dos posibles amantes, el escudero Afonso Madeira y el caballero Fernão Martins de Santarém. También es posible que los reyes Juan I y Juan II fueran homosexuales, de hecho se sabe que Juan I afirmó: «Menos mal ser puto, que mandado».

### Cancionero galaicoportugués
Los cancioneros galaicoportugueses dan muestra de la homosexualidad en la época. A los homosexuales activos se les llama «fodincu» y a los pasivos «fodidincu». Tanto Pedro d'Ambora, Pero García Burgalés, como Paes de Rivela hablan en sus poemas de un tal Fernán d'Escalho en el Cancionero de la Biblioteca Vaticana:

C'a don Fernand' [d'Escalho] aconteceu assy
de mui boa voz que soia aver,
soube-a per avoleza perder,
ca fodeu moç'e non canta já assy;
ar fodeu poys mui grand'escudeyron,
e ficou ora, se deus mi perdon',
con apeor voz que nunca vi.
E ora ainda mui grand'infançon
si quer foder, que nunca foy sazon,
que mais quizesse foder, poyl-o eu vi.
Q'a don Fernando [d'Escalho] le aconteció así
de muy buena voz que solía tener,
súpola por ruindad perder
que jodió mozo y no canta ya así;
jodió pues a muy gran escudero,
y quedó, si Dios me perdona,
con la peor voz que nunca vi.
Y ahora aún muy gran infanzón
si quiere joder, que nunca fue sazón,
que más quisiese joder, pues yo lo vi.
Pero García Burgalés, Cancionero Vaticano, Cántiga n.° 985

Otros autores que incluyen la homosexualidad masculina en sus cántigas de escarnio y maldecir son por ejemplo Pero da Ponte, que en la cántiga n.º 1160 describe un intento de pederastía que pasó de joven, João Soares Coelho, que en la cántiga n.º 1020 dice «[...] fody e vós fodestes / con Roy Gil. [...]», o Gonçal' Eanes do Vinhal, que en la cántiga n.º 1000 escribió «peage de cuu pagará hy».
El lesbianismo también aparece en el Cancionero Vaticano.

Mari'Mateu, ir-me quer'eu d'aquem,
porque non poss'un cono baratar;
alguen que mh'o daria non o tem,
e alguem que o tem non mh'o quer dar;
  Mari'Mateu, Mari'Mateu,
  tan desejosa ch'es de cono com'eu!
 
E foi deus ja de conos avondar
aquí outros que o non am mester,
e ar fezer muyto desejar
a min e ty, pero que ch'és molher;
  Mari'Mateu, Mari'Mateu,
  tan desejosa ch'es de cono com'eu!
Mari'Mateu, irme quiero de aquí
porque no puedo un coño negociar;
alguien que me lo daría no lo tiene,
y alguien que lo tiene no me lo quiere dar;
  Mari'Mateu, Mari'Mateu,
  ¡tan deseosa de coño como yo!
 
E hizo Dios de coños abundar
aquí otros que no lo tienen menester,
y hacerlo mucho desear
a mí y a ti, pero que eres mujer;
  Mari'Mateu, Mari'Mateu,
  ¡tan deseosa de coño como yo!
Afonso de Cotom, Cancionero Vaticano, Cántiga n.° 1115

Otros autores que tratan el tema son João de Menezes, Fernão da Silveira, Rodrigo de Castro o Pedro da Silva. Fernão da Silveira, por ejemplo, compuso una sátira sobre las relaciones de una dama con Guiomar de Castro y Joana de Sousa en un triángulo amoroso.

## Edad Moderna

### Los Descubrimientos
Los viajes marítimos de largos meses y la reducida presencia de mujeres a bordo, fueron un factor determinante para aumentar la frecuencia de los casos de actos homosexuales a bordo de las naves de los Descubrimientos. El aumento de actos homosexuales en ambientes cerrados es un fenómeno conocido, que se relaciona con el aislamiento frente a miembros del sexo opuesto y está presente también, por ejemplo, en las prisiones. El castigo para los casos que eran descubiertos o denunciados podía ir desde el desembarque en el primer puerto donde el navío atracase, hasta, en los casos más extremos, a la ejecución del «pecador».
La información que ha llegado a nuestros días tiene origen en los relatos de los religiosos y capitanes de las naves. Fue el caso del capitán de la nave Esfera en viaje a la India en 1548, D. João Henriques, que relataba al rey que un tal Diogo Ramires, castellano, «cometera pecado de sodomia» con dos criados de un pasajero noble. Después de que se quejaran los criados, el individuo fue ejecutado. En 1620, en carta del rey para su virrey en la India, se puede leer: «He sido informado que, en las naves de viaje, van de este Reino muchos niños, que los soldados inmediatamente llevan para sus casas cuando allí llegan las dichas naves y que algunos usan mal de ellos».
Monteiro menciona en su libro rumores sobre la homosexualidad de Afonso de Albuquerque. Lopo Vaz de Sampaio, transmitido por Diogo do Couto, pone en boca de Albuquerque la siguiente expresión: «sabéis cuan mala gente hay en la India, que me tomaron por puto y me lo demostraron». Por otra parte, Albuquerque mandó ahorcar a Rui Dias por sodomita y existen noticias transmitidas por su hijo sobre la rigurosidad del trato de los homosexuales por su padre, siendo gobernador de la India.
Ya en tierra, tanto en las costas de África como en Brasil, los navegadores, y posteriormente los colonos, fueron confrontados con costumbres y códigos de moral social muy diferentes de aquellos a que los estaban habituados en su país:

Los tupinambá, no contentos con andar tan encarnizados en la lujuria naturalmente cometida, son muy aficionados al pecado nefando, entre los que no se tiene por afronta. Y el que hace de macho se tiene por valiente y cuenta estas bestialidades por proeza. Y en sus aldeas, en su área, hay algunos que una tienen tienda pública a cuántos los quieran como mujeres públicas.
Op. cit. Luiz Mott

En las costas de Guinea, donde era frecuente el «vício do bugre», siendo que entre algunas etnias además de practicado y socialmente aceptado, la actividad era divinizada.
El aumento de la homosexualidad por la adopción de hábitos diversos de los naturales de las tierras descubiertas y la presión sexual causada por muchos meses aislados en viajes por mar, se reforzó con la llegada al Nuevo Mundo de desterrados condenados por sodomía. El recelo hacia las prácticas homosexuales se generalizó, teniendo en cuenta que la presión política para colonizar —que implicaba no solo crear familia y criar el mayor número de hijos posible, sino también luchar «virilmente» por el territorio conquistado— era enorme. Finalmente el rey, en la «Orden de creación de las Capitanías», en 1532, otorgó a los capitanes mayores la autoridad para condenar a muerte, sin necesidad de permiso previo de la Metrópoli, a los culpables de cuatro crímenes muy graves: traición y alianza con los indios, herejía, falsificación de moneda y sodomía. La posibilidad de que los colonos «machos» blancos buscaran alivio sexual con indios o esclavos, reduciendo su autoridad y fomentando la osadía en los oprimidos para rebelarse, provocó que la homosexualidad fuera aún más reprimida en las nuevas colonias que en Portugal. Así, por ejemplo, en 1630 fue procesado el gobernador de Cabo Verde, Cristóvão Cabral, por sodomía con cinco hombres y seis mujeres, principalmente con su paje Gaspar Telles.

### La Inquisición

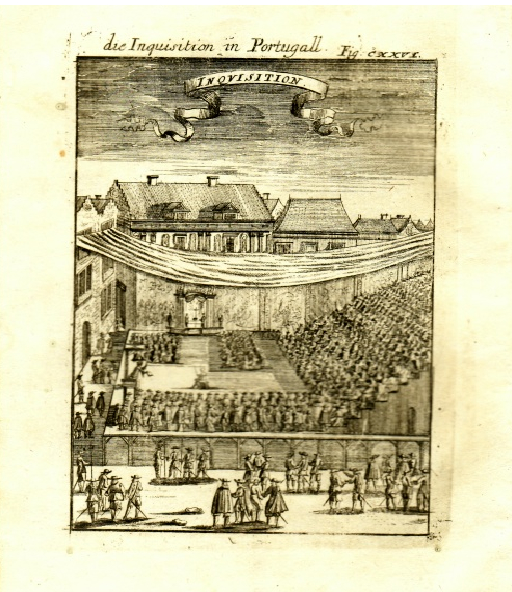
La Inquisición en Portugal en 1685.

De 1536 a 1821 la Inquisición o Tribunal del Santo Oficio en Portugal reprimió la sodomía, el «abominable acto nefando» o simplemente «nefando pecado». La sodomía era equiparada por la Inquisición a los peores crímenes, como la herejía, siendo que el compañero pasivo en la relación era particularmente penalizado. En el total, más de 4000 personas fueron denunciadas, cerca de 500 presas y 30 quemadas, la mayoría durante el siglo XVII, siendo que varios centenares fueron condenados a desfilar públicamente en autos de fe y exiliadas.
Los actos sexuales entre mujeres eran considerados menos graves, habiendo sido descriminalizados por el Santo Oficio a mediados del siglo XVII, en 1646. No existe constancia de la ejecución de mujeres ni por el Santo Oficio, ni por las autoridades civiles. Se conocen dos casos en los que la Inquisición procesó mujeres, uno en Coímbra en 1570 y otro en 1574 entre dos monjas del Monasterio de Santa Marta de Lisboa. Por otra parte, las mujeres que vivían solas corrían el riesgo de ser acusadas de brujería.
Un caso interesante fue el de Vicente Nogueira, humanista tardío, letrado y bibliófilo, canónigo de la catedral de Lisboa, en el siglo XVII. La Inquisición lo juzgó y desterró en 1633 por poseer una biblioteca de libros prohibidos y por pecado nefando. Nogueira huyó a Roma, donde pasó a trabajar como librero y ser informante del rey Juan IV de Portugal. Otro caso a mencionar fue el de Gregório Martins Ferreira, decano de la Catedral de Oporto y doctor en cánones por la Universidad de Salamanca, que llegó a componer versos en latín a los mozos más bonitos de la ciudad y que cuidaba un discurso muy militante para la época, diciendo que Dios prohibió la sodomía solo porque impedía la reproducción humana, pero que sino solo sería pecado de fornicación, además de afirmar que era el pecado más delicioso para el hombre. Fue procesado por el Santo Oficio en 1619.
Hacia el siglo XVIII la persecución fue disminuyendo por influencia de las ideas de la Ilustración: en 1711 se produce el último encarcelamiento en Coímbra y en 1768 los últimos de Lisboa y Évora.

### Subcultura homosexual
Los archivos de la Inquisición de Lisboa sobrevivieron en su mayoría y pueden ser consultados en la Torre del Tombo, por lo que existe bastante información sobre las prácticas homosexuales de la época, la forma como eran vistas por la sociedad y juzgadas y condenadas por la Inquisición.
Muchas de las víctimas de persecución por sodomía de la Inquisición eran hombres pobres, muchas veces jóvenes, que recurrían a todo tipo de argucias, incluyendo la prostitución masculina, para sobrevivir. Otros parecen haber practicado actos homosexuales solo de forma coyuntural: siendo la virginidad de las mujeres solteras fuertemente defendida, los hombres jóvenes recurrían al sexo con otros hombres mientras se mantenían solteros, abandonando la práctica después de la boda. Hay referencias a lugares, como la Ribeira das Naus, barrio portuario de Lisboa, donde hombres se encontraban con otros hombres durante los siglos XVI al XVIII. Otros lugares de encuentro eran calles oscuras, letrinas, muros de iglesias, como los de Nuestra Señora de Gracia o la misma catedral. Una de las hospederías más usadas por los homosexuales fue la de las puertas de Santo Antão da Banda de Dentro y también existían casas particulares que se usaban para ese fin o como burdeles.
También se menciona un espectáculo público, lo que hoy sería llamado un «espectáculo de travestis», la dança dos fanchonos. Como escribió Isabel Drumond Braga: «Su [de los fanchonos] identificación era facilitada por la manera extravagante en la que se presentaban, el uso exagerado del color, los elementos femeninos en la ropa, el maquillaje, el recurso a la depilación y el uso de cabellos largos con moños y flecos.» Tavestis y andróginos individuales son conocidos por las crónicas, como Pantalião da Costa, llamado Mininoputo, que se arreglaba los cabellos como una mujer, o João Correia de Lacerda, paje de dos inquisidores en Coímbra y Évora, que cantaba en falsete como un castrato. En 1556 las prostitutas de la Ribera de Lisboa denunciaron a Antônio, negro de Benín, esclavo de Paulo Manriques, por hacerles competencia desleal, ya que se hacía pasar por mujer. Ante la Inquisición, negó ser hombre, a pesar de las evidencias.
Dentro de la subcultura homosexual existía también un código verbal que permitía identificarse y hablar de determinados asuntos con menor riesgo. Así, el acto sexual se denominaba «botijar», «obrar», «fazer»; tener un cliente un prostituto era «tenho-vos un gancho de uma pataca»; a sí mismos se referían como «sendo do oficio»; y los heterosexuales eran llamados «feios». Encontrar compañero sexual era llamado «cazar».
En los registros de la Inquisición constan también ejemplos de las más antiguas cartas de amor de sodomitas a sus amados que se han conservado, como las firmadas por el sacristán de la Iglesia Matriz de Silbes, en el Algarve, un tal Francisco Correia Neto (la Francisquinha), que fue denunciado a la Inquisición por su vicario, o las dos cartas de 1652 del padre António Antas Barreto, de Barcelos, a un amante, que fue acusado por un fraile de «fanchono, somítigo [sodomita] y puto agente [activo], durmiendo con un mozo que mandó venir de Guimarães [...] conocido como el fraile rabista [rabo = culo].»

### El lesbianismo en elsigloXVIII
Monterio también menciona diversos casos de amoríos entre mujeres en conventos de monjas. Por ejemplo menciona a una tal Antónia Gomes, que «ora duerme con una ora con otras, ora en su celda, ora en las de ellas, teniendo las mismas celos unas de otras, de forma que anduvo a golpes con la Madre Rosa de São João por darle este celos con doña Josefa Ventura». En este contexto hay que señalar a la poetisa sor Violante do Céu que escribió diversos poemas dedicados a otras mujeres.
Durante el siglo XVIII se publicaron dos textos sobre el lesbianismo. Defensa Femenina em abono da Manisse das Senhoras Mulheres contra a murmuração dos homens («Defensa femenina en referencia a la amistad íntima de las señoras mujeres contra la murmuración de los hombres») fue publicada por el Visconde de Asseca, al que respondió fray João Manuel con Invectiva da fermosura contra o indecoroso abuso da manice em resposta à defença femenina feita para manifesta ainda que indigna protecção do mesmo delírio («Invectiva de la hermosura contra el indecoroso abuso de la amistad íntima en respuesta a la defensa femenina hecha para manifiesta aunque indigna protección del mismo delirio»).

## ElsigloXIX

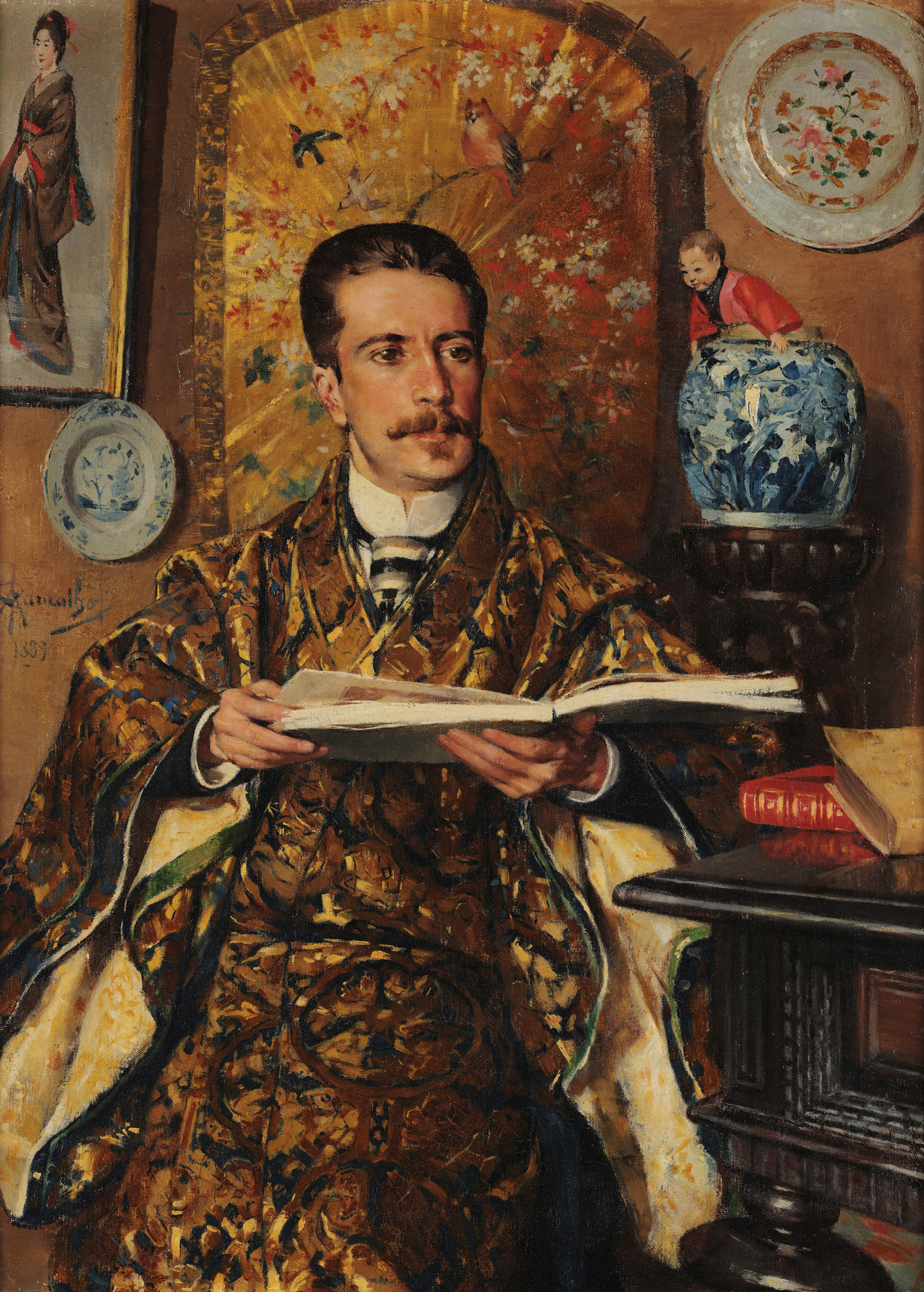
Retrato de Abel Acácio Botelho (1889) de António Ramalho (1858-1916), autor de la primera novela que trataba la homosexualidad en Portugal.

El código penal de 1852 no mencionaba las relaciones homosexuales, por lo que pasaron a ser legales.
En el siglo XIX se produjeron algunos escándalos, al igual que en Inglaterra (casos Oscar Wilde o de la calle Cleveland) y Alemania (casos Harden-Eulenburg o Krupp), pero las consecuencias y el tratamiento fueron completamente distintos. El primer caso fue el del marqués de Valada, que fue detenido en 1880 por realizar «reprensibles libidinosidades con un soldado» en el número 63, primer piso, de la calle Travessa da Espera. El caso fue tratado por el caricaturista Rafael Bordalo Pinheiro y sirvió de inspiración a una revista representada entre 1885 y 1887 en el Teatro da Rua dos Condes, además de dos novelas posteriores, de Abel Botelho (O Barão de Lavos, la primera novela que trató el tema de la homosexualidad en Portugal) y Alfredo Gallis. El Marqués se refugió en casa de familiares suyos pertenecientes a la alta aristocracia y no sufrió consecuencias. Algo más tarde, el Marqués se vio envuelto en otro escándalo cuando uno de los jóvenes que lo había seducido en la calle intentó robarle, acabando el incidente con la intervención de la policía. Un segundo caso fue el del Vizconde de X, un conocido jurisperito, al que le robaron un reloj de oro en una de sus aventuras sexuales por el submundo homosexual. El Vizconde se dirigió a la policía, ya que el reloj era un regalo de noviazgo, recuperándolo gracias a la labor policial.
Los dos casos anteriores muestran la existencia de un submundo de delincuentes homosexuales que se dedicaban a robar a las víctimas que seducían. Entre ellos se encontraba O Manoelsinho, relacionado con estos dos incidentes, y otros apodados como A bonita o A gata, que llegaron a tener una cierta celebridad a través de los periódicos. El encarcelamiento de este último condujo a la policía a la detención de numerosos homosexuales de todas las clases sociales. A la hora de trasladar a los detenidos del Gobierno Civil al Tribunal de la Boa-Hora, había un público tan numeroso en las calles que debían recorrer, que se decidió cambiar de trayecto. Para evitar mayores escándalos, una orden superior paralizó las diligencias.
El primero en publicar un estudio sobre la homosexualidad en Portugal fue Adelino Pereira da Silva, que editó en 1896 el libro A inversão sexual, una obra muy moderna para la época que ya empleaba términos como «uranismo» y «homosexualidad». También Francisco Ferraz de Macedo, médico, antropólogo y criminólogo brasileño-portugués escribió sobre el tema. Publicó en 1873 en Brasil su tesis doctoral, Da prostituição em geral, e em particular em relação à cidade de Río de Janeiro: prophylaxia da syphilis, que no solo hablaba de la prostitución, sino también de la homosexualidad en el apartado «Sodomia o prostituição masculina», en el que trata el tema de forma relativamente moderada. En 1902, ya de vuelta en Portugal, Macedo publicó Os devassos, concupiscentes e sodomitas: patologia e crimes, que repetía prácticamente lo publicado en 1873, pero de forma más agresiva y violenta, sin indicar que los datos se referían principalmente a Río de Janeiro y no a Lisboa. Egas Moniz, neurólogo Premio Nobel de Medicina, también trata el tema en su obra A vida sexual (1901). Moniz consideró la homosexualidad como una enfermedad mental y una perversión, «tan digna de ser tratada como cualquier otra».

## La Primera República
Durante la Primera República siguió el interés por la homosexualidad en el estamento médico, como muestran las obras de Asdrúbal de Aguiar y Arlindo Camillo Monteiro. El primero, el principal médico forense en el Portugal de la época, publicó Evolução da Pederastia e do Lesbismo na Europa (1926) y Medicina Legal: A Homosexualidade masculina através dos tempos (1934), obras escritas desde un punto de vista bastante objetivo y neutral, que resume los conocimientos de la literatura anterior del siglo XIX. Monteiro publicó, en una tirada limitada a 500 ejemplares, Amor Sáfico e Socrático (1922), bajo los auspicios del Instituto de Medicina Legal de Lisboa. El libro se divide en dos partes. La primera trata la historia de la homosexualidad desde la antigüedad hasta el siglo XX, centrándose sobre todo en Occidente y Portugal. La segunda parte es un compendio del conocimiento científico de la época sobre la homosexualidad y la bisexualidad, apoyándose en autores alemanes, franceses e italianos. La obra de Monteiro es menos objetiva que la de Aguiar y las críticas a la homosexualidad muy frecuentes, pero el detalle y el cuidado con el que se realizó la obra hace pensar en una obra querida. Finalmente, Luis A. Duarte Santos, profesor en la universidad de Coímbra, también escribió hacia 1943 sobre el tema. Duarte Santos rechazaba que la homosexualidad fuera innata y consideraba a los homosexuales responsables de sus actos, alegrándose, por ejemplo del despido de Botto de su puesto de funcionario.
En 1923, el gobernador civil de Lisboa mandó incautar los libros de poesía Canções de António Botto, Decadência de Judite Teixeira y Sodoma divinizada de Raul Leal, autores que escribían textos literarios de carácter muy claramente homosexual y que habían generado gran polémica en la conservadora sociedad lisboeta de la época. También Manuel Teixeira Gomes, el séptimo Presidente de la República Portuguesa, dimitió en 1925 para dedicarse a la literatura, según se dijo, pero en la realidad hubo de por medio acusaciones de ser autor de obras homoeróticas. En 1929 Portugal fue el único país europeo que no envió delegados a la conferencia internacional de la Liga Mundial para la Reforma Sexual de Londres, una asociación internacional creada por Magnus Hirschfeld para promover la reforma sexual, entre cuyos objetivos estaban los derechos de los homosexuales.
En las dos primeras décadas del siglo XX es lesbianismo también tuvo una mayor visibilidad. En 1902 Alfredo Gallis publica su novela Sáficas, dentro de la serie de novelas Tuberculose Social, inspiradas en la serie Patología Social de Botelho. Gallis deja bien claro que cree que el lesbianismo representa un peligro que se esconde en todas partes, aunque sorprendentemente en un libro de la época, la «lesbiana perversa» no acaba muriendo. En 1912 el Vizconde de Vila Moura publicó su Nova Sapho, en la que, esta vez sí, las protagonistas, seres humanos superiores, acaban muriendo trágicamente. Mário de Sá-Carneiro también introduce un personaje lésbico sin nombre en su novela A Confissão de Lúcio, una historia de amor entre dos hombres. También hubo literatas lésbicas, como la mencionada poeta Judith Teixeira, Alice Moderno y Virgínia Quaresma, la primera periodista profesional de Portugal, que tuvo de pareja durante algún tiempo a la poetisa Maria da Cunha. Entre las feministas se puede mencionar a Olga Morais Sarmento, que se trasladó a París, uniéndose a los círculos lésbicos de la ciudad y haciéndose amante de Hélène Van Zuylen, de la familia Rothschild.

## La represión de Salazar
Con el advenimiento del Estado Nuevo, se asistiría a un regreso a los valores morales de la religión cristiana, el primero de los tres pilares de la doctrina del régimen, que se resumía en la frase «Fátima, fado y fútbol». La sexualidad pasó a ser vista solo como medio para la procreación y se creó una definición marcada de los papeles esperados de cada uno de los sexos: a los hombres correspondía trabajar, mandar y sostener la familia; a las mujeres cuidar de los hijos y de la casa. Asociado a este retroceso, se asiste a la represión de todas las demás expresiones de la sexualidad, en paralelo a la represión de otras formas de expresión política y social: los actos homosexuales, así como otros actos sexuales llamados «adicciones contra la naturaleza» (ya que solo era considerada moralmente válido el sexo genital, reproductivo), volvieron a ser criminalizados.
El régimen de Salazar procederá aún a la censura sistemática de todo el contenido artístico homosexual, tanto nacional como extranjero, en una tentativa de evitar la quiebra, a todo coste, de los tabús morales instituidos. La Policía de Seguridad Pública mantuvo una estrecha vigilancia a los locales de encuentro o convivencia de homosexuales, efectuando redadas por sorpresa, que resultaban en la identificación y fichado de todos los presentes, y, en algunos casos, en su encarcelamiento. Los homosexuales y otros acusados de «conducta inmoral» o «vagancia», como prostitutas, proxenetas, enfermos mentales, mendigos o los niños en «riesgo moral», debían ser escondidos de la sociedad y a menudo eran ingresados por largos periodos en establecimientos específicos de «reeducación», como el Albergue de Mendicidade da Mitra, una institución semicarcelaria en la que fueron admitidos y maltratados de 1933 a 1951 más de 12.000 personas, de las que murieron unas 2000.
Hay también noticias de la detención, tortura y deportación de homosexuales por la PIDE, la Policía Internacional y de Defensa del Estado, asociada muchas veces a la represión política. Es el caso de Júlio Fogaça, dirigente del Partido Comunista Portugués, entonces en la clandestinidad, que en 1962 fue condenado como «pederasta pasivo y habitual en la práctica de adicciones contra la naturaleza». No era la primera vez que Fogaça había sido detenido —ya había sido deportado dos veces—, pero fue la primera vez que la acusación de homosexualidad fue empleada para quitarle la libertad. Sin embargo, no fue solo el Régimen el que condenaba y reprimía la homosexualidad. Júlio Fogaça también fue víctima de la intolerancia del Partido Comunista, que lo expulsó en esa misma ocasión por su conducta moral. No fue última vez que el PCP expulsaría a homosexuales.

## Tras la Revolución de los Claveles
Con la Revolución del 25 de abril de 1974 se crearon las condiciones básicas fundamentales para los cambios de mentalidad social, política y legislativa, que conducirían a la descriminalización y aceptación de la homosexualidad en Portugal. Sin embargo, el cambio sería muy lento pues los partidos de izquierda, los que teóricamente eran más sensibles a la cuestiones de igualdad y derechos cívicos, tenían su atención y esfuerzos centrados en la «lucha de las mujeres y de los jóvenes».
Tras la Revolución surgen algunos movimientos activistas homosexuales, como el Movimiento de Acción Homosexual Revolucionaria (MAHR), del que António Serzedelo fue fundador y que en mayo de 1974 lanzó el Manifiesto por las Libertades Sexuales. El manifiesto fue enseguida contestado por el general Galvão de Melo, que afirmó en la televisión que el «25 de Abril» no se había hecho para que los homosexuales y prostitutas reivindicaran. También se creó el Colectivo de Homosexuales Revolucionarios (CHOR) en 1980 y se realizaron los encuentros «Ser (homo)sexual», organizados por el CNC en 1982. Fueron organizaciones efímeras y de impacto reducido.
Solo tras la aparición del sida en Portugal, en la primera mitad de la década de 1980, el movimiento asociativo homosexual ganó consistencia, visibilidad y respetabilidad, en articulación con la Comisión nacional de lucha contra el sida y la asociación Abraço. En esta fase comenzaron a surgir y a consolidar su visibilidad las primeras figuras públicas homosexuales, como Carlos Castro, Guilherme de Melo, Mário Cesariny, Ary dos Santos y António Variações, cuya muerte provocada por el sida en 1984 fue un acontecimiento que causó alguna conmoción e impacto a nivel nacional.

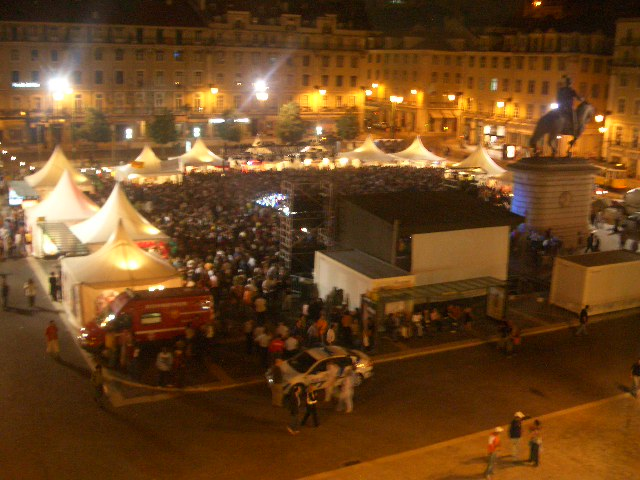
Arraial Pride en 2006.

El Partido Socialista Revolucionario (PSR), hoy integrado en el Bloque de Izquierda, fue el primer partido político, en 1991, que formalizó la existencia de una organización interna dedicada específicamente a la lucha contra el machismo, la homofobia y la discriminación, el Grupo de Trabajo Homosexual. Con este impulso de gran impacto mediático del PSR y a partir de mediados de los años 90, la comunidad gay comenzó a organizarse y a ganar voz propia, con la institución y consolidación de diversas asociaciones, como la Asociación ILGA Portugal (1995), el Club Safo (1996), la asociación Opus Gay (1999), la revista Korpus, la página de internet PortugalGay.pt, el evento Arraial Pride, la Marcha Nacional del Orgullo LGBT y el Festival de Cine Gay y Lésbico de Lisboa.

### Homofobia

Respuesta "en mi opinión, la discriminación por orientación sexual está muy o bastante extendida en el país" (2008).
61% - 100%
51% - 60%
41% - 50%
31% - 40%
0% - 30%

La comunidad LGBT aún sufre mucho rechazo en Portugal. Una encuesta del Eurobarómetro de marzo de 2008 revelaba que un 65% de los portugueses considera que la discriminación por orientación sexual estaba muy o bastante extendida en su país. La mayoría de la población se oponía al matrimonio igualitario, apenas un 26% estaba a favor en diciembre de 2006.
En 2007 el diputado del PSD perteneciente a la comisión de ética del parlamento, Nuno da Câmara Pereira, propuso el archivo de una petición de apoyo para el Día mundial de lucha contra la homofobia con el argumento de que «al instituir un día mundial de lucha contra la homofobia se estaría, en el fondo, creando un día contra todos aquellos que piensan sobre la sexualidad de forma distinta y, por lo tanto, se los coloca en una situación de discriminación.»
La homofobia ha tomado tintes más graves en Oporto, donde en enero de 2007 se detuvo a un grupo de tres jóvenes que había asaltado a varios homosexuales tras atraerlos a una cita falsa a través de internet. En julio de ese mismo año se detuvo a ocho jóvenes de una pandilla que asaltaban a homosexuales. La violencia también se extiende a otras zonas del país, como el Algarve.
Un colectivo muy vulnerable es el de los transexuales, siendo el caso más grave el asesinato en 2006 de Gisberta Salce en Oporto. Gisberta fue maltratada durante tres días por 14 jóvenes entre 12 y 16 años y luego tirada a un pozo en el centro de la ciudad, aún con vida. El crimen no se consideró homicidio porque la víctima aún estaba viva cuando fue tirada al pozo y la pena máxima fue para el joven de 16 años, que fue condenado a 8 meses de prisión. El 23 de febrero de 2008 apareció en Lisboa una segunda transexual asesinada.

### Legislación
En el código penal de 1982 pasó a ser criminalizada solo la homosexualidad con adolescentes. En su artículo 207.º castigaba con penas de prisión de hasta 3 años a todo aquel que siendo adulto, convenciese a menores de 16 años del mismo sexo para la práctica de actos contrarios al pudor, consigo o con otros del mismo sexo. En una revisión subsecuente del código penal, solo se menciona la homosexualidad en el crimen de «Actos homosexuales con adolescentes», en su artículo 175.º, que estipulaba que

Quién, siendo adulto, practicase actos homosexuales de relieve con menores entre 14 y 16 años o provocase que estos actos fuesen practicados con otros, debe ser castigado con una pena de prisión de hasta 2 años o con una pena de hasta 240 días.

Aunque la pena fuera idéntica a la prevista para el artículo 174.º, «Actos sexuales con adolescentes», el texto era distinto:

Quién, siendo adulto, tenga cópula, coito anal o coito oral con menor entre 14 y 16 años, abusando de su inexperiencia, debe ser castigado con una pena de prisión de hasta 2 años o con pena de multa de hasta 240 días.

Así, el ámbito del artículo 175.º no se restringía a los actos de cópula, coito anal o coito oral, por lo que cualquier otro acto sexual entre un adulto y un menor, como por ejemplo un beso en la boca, podía ser castigado. Además el artículo 174.º estaba limitado a quien ejecutara el acto abusando de la inexperiencia del menor, cláusula que no existe en el artículo 175.º que además castigaba a quien instigase a la práctica. Sin embargo, en una serie de casos que tuvieron gran proyección mediática, el artículo 175.º fue considerado inconstitucional, lo que acabó por ser confirmado en dos sentencias del Tribunal Constitucional. En consecuencia se pasó en la práctica y en la mayor parte de los casos a mencionar solo el artículo 174.º, «Actos sexuales con adolescentes», desapareciendo de la discusión y de la aplicación práctica la componente de discriminación en relación con la orientación sexual.
En 2001 se reconocieron las Uniones de hecho de parejas homosexuales. La Constitución portuguesa de 1975, en su revisión de 2004, declara en su artículo 13.º que

Nadie puede ser privilegiado, beneficiado, perjudicado, privado de cualquier derecho o exento de cualquier deber en razón de ascendencia, sexo, raza, lengua, territorio de origen, religión, convicciones políticas o ideológicas, instrucción, situación económica, condición social u orientación sexual.

Lo que convirtió a Portugal en el primer país de Europa en introducir la prohibición explícita de la discriminación por orientación sexual en su constitución, el cuarto del mundo después de Ecuador, Fiyi y Sudáfrica.
El código penal en vigor, del 15 de septiembre de 2007, revocó el artículo 175.º y eliminó todas las menciones a la homosexualidad, pasando, por el contrario y por primera vez, a penalizar explícitamente el incitamento a la discriminación con base en la orientación sexual y previendo también el agravamiento penal explícito de crímenes motivados por la homofobia. El nuevo artículo 173.º indica que

Quién, siendo adulto, practique un acto sexual de relieve con menores de entre 14 y 16 años o incite a que sea realizado por otro, abusando de la inexperiencia del menor, debe ser castigado con una pena de prisión de hasta 2 años o con una pena de multa hasta 240 días.

El matrimonio igualitario fue discutido en 2008 por el parlamento portugués, pero fue rechazado con los votos en contra del Partido Socialista, el Partido Social Demócrata y el Centro Democrático Social / Partido Popular. En febrero de 2009, el Partido Socialista introdujo el matrimonio homosexual en su programa electoral. La Iglesia católica respondió inmediatamente y solicitó, en boca del portavoz de la Conferencia Episcopal, Manuel Morujão, el voto contra quienes defienden el matrimonio entre homosexuales. El PSD y el CDS/PP se opusieron al proyecto, apoyando una petición de referéndum que reunió 90.000 firmas. A pesar de ello, el 5 de enero de 2010 el parlamento portugués aprobó el matrimonio igualitario con los votos a favor del PS, el Bloco de Esquerda, el Partido Comunista Portugués y los Verdes, convirtiéndose en el sexto país europeo y el octavo del mundo en hacerlo. La ley portuguesa no permite la adopción conjunta de los matrimonios homosexuales.

## Cultura homosexual

### Literatura

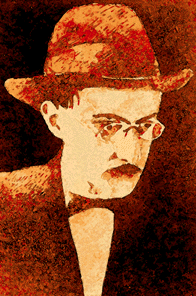
Fernando Pessoa.

La primera novela publicada en Portugal cuya temática se centraba en la homosexualidad fue O Barão de Lavos («El barón de Lavos», 1891) de Abel Botelho. La novela trata el triángulo amoroso entre un noble, su esposa y el amante de esta. El libro resulta interesante por la detallada descripción del submundo homosexual de Lisboa. Como exigía el canon de la época, la novela terminaba mal para los protagonistas. Se sabe si Botelho, un hombre casado, tenía conocimiento de primera mano sobre el tema del que trata su libro.
Otras obras importantes fueron la novela A confissão de Lúcio («La confesión de Lucio», 1914) de Mario de Sá-Carneiro, Antinous («Antínoo», 1918), un poema en inglés de Fernando Pessoa y la colección de poesía Canções («Canciones», 1922) de António Botto, poeta abiertamente homosexual. De la vida sexual de Pessoa, quizás el autor importante de la literatura portuguesa tras Camoens, apenas se sabe nada. No se conocen amantes masculinos o femeninos, por lo que sorprende el homoerotismo que destilan algunos de sus versos, escritos en inglés y firmados con su propio nombre, al contrario que sus textos en portugués, que habitualmente estaban firmados con seudónimos. Bajo su seudónimo «Álvaro de Campos» escribió un poema de amor a Walt Whitman, en el que abraza a Whitman como su mentor/padre/amante.
Eugénio de Andrade tuvo que ocultar la homosexualidad en sus poemas durante el Régimen de Salazar con un «tu» genérico, empleando a menudo las palabras «amor» y «corpo», ambas masculinas. Posteriormente, durante la democracia, hizo su poesía más transparente, pero siempre mantuvo un velo que solo permite ver la homosexualidad entre líneas.
Autores recientes son los poetas Ary dos Santos, quizás el más importante letrista de fado del siglo XX, y Al Berto, uno de los poetas recientes más importantes de la literatura portuguesa. Al Berto se exilió durante la dictadura, pero volvió en 1975 con la democratización, viviendo su homosexualidad de forma abierta e incluyéndola dentro de su obra. Perteneció a un grupo de poetas portugueses que tratan en su obra el homoerotismo, que llegaron a su madurez literaria en la década de 1970 y posteriormente. Además de los mencionados, se puede incluir a Armando da Silva Carvalho, João Miguel Fernandes Jorge, Gastão Cruz y Luis Miguel Nava.
En la narrativa, el autor homosexual más conocido quizás sea Guilherme de Melo, que en 1981 publicó A sombra dos días, una novela semiautobiográfica sobre su vida como homosexual en Lourenço Marques, en Mozambique. La fama que le dio el éxito del libro, lo convirtió en algo parecido a un portavoz de los homosexuales en Portugal. Melo todavía ha publicado dos novelas más de tema homosexual, Ainda havia sol (1984) y O que haver de morrer (1989).

### Turismo
La oferta para el turismo homosexual se ha incrementado en el país desde comienzos del siglo XXI. Mientras que Lisboa, capital nacional y ciudad más poblada, ofrece una amplia variedad de sitios y atractivos turísticos de interés LGBT, Algarve y la Playa 19 en Costa da Caparica se posicionan entre los balnearios más populares concurridos por la comunidad gay en el país y reconocidos en toda Europa.